# Pająki Niemiec
Pająki Niemiec, araneofauna Niemiec – ogół taksonów pajęczaków z rzędu pająków, których występowanie stwierdzono na terytorium Niemiec.

## Infrarząd:ptaszniki(Mygalomorphae)

### Gryzielowate(Atypidae)
Z Niemiec wykazano:
- Atypus affinis – gryziel zachodni
- Atypus muralis – gryziel stepowy
- Atypus piceus – gryziel tapetnik

## Infrarząd:pająki wyższe(Araneomorphae)

### Aksamitnikowate(Clubionidae)
Z Niemiec wykazano:

- Clubiona alpicola
- Clubiona brevipes
- Clubiona caerulescens
- Clubiona comta
- Clubiona corticalis
- Clubiona diversa
- Clubiona frisia
- Clubiona frutetorum
- Clubiona germanica
- Clubiona juvenis
- Clubiona kulczynskii
- Clubiona lutescens
- Clubiona marmorata
- Clubiona neglecta
- Clubiona norvegica
- Clubiona pallidula
- Clubiona phragmitis
- Clubiona pseudoneglecta
- Clubiona reclusa
- Clubiona saxatilis
- Clubiona similis
- Clubiona stagnatilis
- Clubiona subsultans
- Clubiona subtilis
- Clubiona terrestris
- Clubiona trivialis
- Porrhoclubiona genevensis
- Porrhoclubiona leucaspis

### Anapidae
Z Niemiec wykazano:
- Comaroma simoni
- Pseudanapis aloha

### Ciemieńcowate(Dictynidae)
Z Niemiec wykazano:

- Altella biuncata
- Altella lucida
- Archaeodictyna ammophila
- Archaeodictyna consecuta
- Argenna patula
- Argenna subnigra
- Argyroneta aquatica
- Brigittea civica
- Brigittea latens
- Brommella falcigera
- Dictyna arundinacea
- Dictyna major
- Dictyna pusilla
- Dictyna uncinata
- Emblyna brevidens
- Emblyna mitis
- Lathys heterophthalma
- Lathys humilis
- Lathys stigmatisata
- Marilynia bicolor
- Nigma flavescens
- Nigma puella
- Nigma walckenaeri

### Czyhakowate(Segestriidae)
Z Niemiec wykazano:
- Segestria bavarica
- Segestria florentina
- Segestria senoculata – czyhak sześciooki

### Darownikowate(Pisauridae)
Z Niemiec wykazano:
- Dolomedes fimbriatus – bagnik przybrzeżny
- Dolomedes plantarius – bagnik nadwodny
- Pisaura mirabilis – darownik przedziwny

### Hahniidae
Z Niemiec wykazano:
- Antistea elegans
- Cicurina cicur
- Cicurina japonica
- Hahnia helveola
- Hahnia nava
- Hahnia ononidum
- Hahnia petrobia
- Hahnia pusilla
- Hahniharmia picta
- Iberina candida
- Iberina difficilis
- Iberina microphthalma
- Iberina montana

### Klejnotnikowate(Theridiosomatidae)
Z Niemiec wykazano:
- Theridiosoma gemmosum

### Koliściakowate(Uloboridae)
Z Niemiec wykazano:
- Hyptiotes flavidus
- Hyptiotes paradoxus
- Uloborus plumipes
- Uloborus walckenaerius

### Komórczakowate(Dysderidae)
Z Niemiec wykazano:
- Dysdera crocata
- Dysdera erythrina
- Dysdera moravica
- Harpactea hombergi
- Harpactea lepida
- Harpactea rubicunda

### Krzyżakowate(Araneidae)
Z Niemiec wykazano:

- Aculepeira ceropegia – kołosz wielobarwny
- Agalenatea redii – krzyżaczek ugorowy
- Araneus alsine – krzyżak pomarańczowy
- Araneus angulatus – krzyżak rogaty
- Araneus diadematus – krzyżak ogrodowy
- Araneus marmoreus – krzyżak dwubarwny
- Araneus nordmanni
- Araneus quadratus – krzyżak łąkowy
- Araneus saevus
- Araneus sturmi
- Araneus triguttatus
- Araniella alpica
- Araniella cucurbitina – krzyżak zielony
- Araniella displicata
- Araniella inconspicua
- Araniella opisthographa
- Araniella proxima
- Argiope bruennichi – tygrzyk paskowany
- Cercidia prominens
- Cyclosa conica – kołosz stożkowaty
- Cyclosa oculata
- Gibbaranea bituberculata
- Gibbaranea gibbosa
- Gibbaranea omoeda
- Gibbaranea ullrichi
- Hypsosinga albovittata
- Hypsosinga heri
- Hypsosinga pygmaea
- Hypsosinga sanguinea
- Larinioides cornutus – krzyżak nadwodny
- Larinioides ixobolus
- Larinioides patagiatus
- Larinioides sclopetarius
- Larinioides suspicax
- Mangora acalypha
- Neoscona adianta
- Nuctenea silvicultrix
- Nuctenea umbratica – kołosz szczelinowy
- Singa hamata – rośliniowiec
- Singa nitidula
- Zilla diodia

### Kwadratnikowate(Tetragnathidae)
Z Niemiec wykazano:
- Meta bourneti
- Meta menardi – sieciarz jaskiniowy
- Metellina mengei – czaik wiosenny
- Metellina merianae
- Metellina segmentata – czaik jesienny
- Pachygnatha clercki
- Pachygnatha degeeri
- Pachygnatha listeri
- Tetragnatha dearmata
- Tetragnatha extensa – kwadratnik trzcinowy
- Tetragnatha montana – kwadratnik długonogi
- Tetragnatha nigrita
- Tetragnatha obtusa
- Tetragnatha pinicola
- Tetragnatha reimoseri
- Tetragnatha shoshone
- Tetragnatha striata

### Lejkowcowate(Agelenidae)
Z Niemiec wykazano:
- Agelena labyrinthica – lejkowiec labiryntowy
- Allagelena gracilens
- Coelotes atropos
- Coelotes solitarius
- Coelotes terrestris – norosz ziemny
- Eratigena agrestis – kątnik wiejski
- Eratigena atrica – kątnik większy
- Eratigena fuesslini
- Eratigena picta
- Histopona torpida
- Inermocoelotes inermis
- Tegenaria campestris – kątnik polny
- Tegenaria domestica – kątnik domowy (kątnik domowy mniejszy)
- Tegenaria ferruginea – kątnik rdzawy
- Tegenaria parietina – kątnik ścienny
- Tegenaria silvestris – kątnik leśny
- Tegenaria tridentina
- Textrix denticulata

### Lenikowate(Zodariidae)
Z Niemiec wykazano:
- Zodarion germanicum – lenik germański
- Zodarion italicum
- Zodarion rubidum

### Motaczowate(Anyphaenidae)
Z Niemiec wykazano:
- Anyphaena accentuata – motacz nadrzewny
- Anyphaena furva

### Mysmenidae
Z Niemiec wykazano:
- Mysmenella jobi
- Trogloneta granulum

### Nasosznikowate(Pholcidae)
Z Niemiec wykazano:
- Crossopriza lyoni
- Holocnemus pluchei
- Micropholcus fauroti
- Modisimus culicinus
- Pholcus alticeps
- Pholcus opilionoides
- Pholcus phalangioides
- Psilochorus simoni

### Naśladownikowate(Mimetidae)
Z Niemiec wykazano:
- Ero aphana
- Ero cambridgei
- Ero furcata
- Ero tuberculata

### Obniżowate(Liocranidae)
Z Niemiec wykazano:
- Agroeca brunnea – knapiatek brązowy
- Agroeca cuprea
- Agroeca dentigera
- Agroeca lusatica
- Agroeca proxima
- Apostenus fuscus
- Liocranoeca striata
- Liocranum rupicola
- Sagana rutilans
- Scotina celans
- Scotina gracilipes
- Scotina palliardii

### Omatnikowate(Theridiidae)
Z Niemiec wykazano:

- Achaeridion conigerum
- Anelosimus pulchellus
- Anelosimus vittatus
- Asagena phalerata
- Carniella brignolii
- Crustulina guttata
- Crustulina sticta
- Cryptachaea riparia
- Dipoena braccata
- Dipoena erythropus
- Dipoena melanogaster
- Dipoena nigroreticulata
- Dipoena torva
- Enoplognatha caricis
- Enoplognatha latimana
- Enoplognatha mordax
- Enoplognatha oelandica
- Enoplognatha ovata
- Enoplognatha serratosignata
- Enoplognatha testacea
- Enoplognatha thoracica
- Episinus angulatus
- Episinus maculipes
- Episinus truncatus
- Euryopis flavomaculata
- Euryopis laeta
- Euryopis quinqueguttata
- Euryopis saukea
- Heterotheridion nigrovariegatum
- Kochiura aulica
- Lasaeola coracina
- Lasaeola prona
- Lasaeola tristis
- Neottiura bimaculata
- Neottiura suaveolens
- Ohlertidion ohlerti
- Paidiscura pallens
- Parasteatoda lunata
- Parasteatoda simulans
- Parasteatoda tabulata
- Parasteatoda tepidariorum
- Pholcomma gibbum
- Phycosoma inornatum
- Phylloneta impressa
- Phylloneta sisyphia
- Platnickina tincta
- Robertus arundineti
- Robertus heydemanni
- Robertus insignis
- Robertus kuehnae
- Robertus lividus
- Robertus neglectus
- Robertus scoticus
- Robertus truncorum
- Robertus ungulatus
- Rugathodes bellicosus
- Rugathodes instabilis
- Sardinidion blackwalli
- Simitidion simile
- Steatoda albomaculata
- Steatoda bipunctata
- Steatoda castanea
- Steatoda grossa
- Steatoda nobilis
- Steatoda triangulosa
- Theonoe minutissima
- Theonoe sola
- Theridion asopi
- Theridion betteni
- Theridion boesenbergi
- Theridion familiare
- Theridion hannoniae
- Theridion hemerobium
- Theridion melanurum
- Theridion mystaceum
- Theridion pictum
- Theridion pinastri
- Theridion uhligi
- Theridion varians

### Oonopidae
Z Niemiec wykazano:
- Oonops domesticus
- Oonops pulcher
- Tapinesthis inermis
- Triaeris stenaspis

### Osnuwikowate(Linyphiidae)
Z Niemiec wykazano:

- Abacoproeces saltuum
- Acartauchenius scurrilis
- Agnyphantes expunctus
- Agyneta affinis
- Agyneta arietans
- Agyneta cauta
- Agyneta conigera
- Agyneta decora
- Agyneta equestris
- Agyneta fuscipalpus
- Agyneta gulosa
- Agyneta innotabilis
- Agyneta mollis
- Agyneta mossica
- Agyneta orites
- Agyneta ramosa
- Agyneta ressli
- Agyneta rurestris
- Agyneta saxatilis
- Agyneta simplicitarsis
- Agyneta subtilis
- Agyneta suecica
- Allomengea scopigera
- Allomengea vidua
- Anguliphantes angulipalpis
- Anguliphantes monticola
- Anguliphantes tripartitus
- Aphileta misera
- Araeoncus anguineus
- Araeoncus crassiceps
- Araeoncus humilis
- Asthenargus helveticus
- Asthenargus paganus
- Asthenargus perforatus
- Baryphyma maritimum
- Baryphyma pratense
- Baryphyma trifrons
- Bathyphantes approximatus
- Bathyphantes eumenis buchari
- Bathyphantes gracilis
- Bathyphantes nigrinus
- Bathyphantes parvulus
- Bathyphantes setiger
- Bathyphantes similis
- Bolephthyphantes index
- Bolyphantes alticeps
- Bolyphantes luteolus
- Caracladus avicula
- Carorita limnaea
- Caviphantes saxetorum
- Centromerita bicolor
- Centromerita concinna
- Centromerus arcanus
- Centromerus brevipalpus
- Centromerus capucinus
- Centromerus cavernarum
- Centromerus dilutus
- Centromerus incilium
- Centromerus leruthi
- Centromerus levitarsis
- Centromerus minutissimus
- Centromerus pabulator
- Centromerus persimilis
- Centromerus piccolo
- Centromerus prudens
- Centromerus sellarius
- Centromerus semiater
- Centromerus serratus
- Centromerus silvicola
- Centromerus subalpinus
- Centromerus sylvaticus
- Ceraticelus bulbosus
- Ceratinella brevipes
- Ceratinella brevis
- Ceratinella major
- Ceratinella scabrosa
- Ceratinella wideri
- Cinetata gradata
- Cnephalocotes obscurus
- Collinsia distincta
- Collinsia inerrans
- Dicymbium brevisetosum
- Dicymbium nigrum
- Dicymbium tibiale
- Diplocentria bidentata
- Diplocentria mediocris
- Diplocentria rectangulata
- Diplocephalus connatus
- Diplocephalus cristatus
- Diplocephalus dentatus
- Diplocephalus graecus
- Diplocephalus helleri
- Diplocephalus latifrons
- Diplocephalus lusiscus
- Diplocephalus permixtus
- Diplocephalus picinus
- Diplocephalus protuberans
- Diplostyla concolor
- Dismodicus bifrons
- Dismodicus elevatus
- Donacochara speciosa
- Drapetisca socialis
- Drepanotylus uncatus
- Entelecara acuminata
- Entelecara congenera
- Entelecara erythropus
- Entelecara flavipes
- Entelecara omissa
- Erigone atra
- Erigone capra
- Erigone ristatopalpus
- Erigone dentipalpis
- Erigone dentosa
- Erigone jaegeri
- Erigone longipalpis
- Erigone maritima
- Erigone remota
- Erigone tenuimana
- Erigonella hiemalis
- Erigonella ignobilis
- Erigonella subelevata
- Erigonoplus foveatus
- Erigonoplus globipes
- Erigonoplus justus
- Evansia merens
- Floronia bucculenta
- Formiphantes lephthyphantiformis
- Frontinellina frutetorum
- Glyphesis cottonae
- Glyphesis servulus
- Glyphesis taoplesius
- Gnathonarium dentatum
- Gonatium hilare
- Gonatium paradoxum
- Gonatium rubellum
- Gonatium rubens
- Gongylidiellum edentatum
- Gongylidiellum latebricola
- Gongylidiellum murcidum
- Gongylidiellum vivum
- Gongylidium rufipes
- Halorates reprobus
- Helophora insignis
- Hilaira excisa
- Hylyphantes graminicola
- Hylyphantes nigritus
- Hypomma bituberculatum
- Hypomma cornutum
- Hypomma fulvum
- Hypselistes jacksoni
- Improphantes decolor
- Improphantes geniculatus
- Improphantes improbulus
- Improphantes nitidus
- Incestophantes crucifer
- Ipa keyserlingi
- Jacksonella falconeri
- Janetschekia monodon
- Kaestneria dorsalis
- Kaestneria pullata
- Karita paludosa
- Kratochviliella bicapitata
- Labulla thoracica
- Lasiargus hirsutus
- Lepthyphantes leprosus
- Lepthyphantes minutus
- Lepthyphantes nodifer
- Lepthyphantes notabilis
- Leptorhoptrum robustum
- Leptothrix hardyi
- Lessertia dentichelis
- Lessertinella kulczynskii
- Linyphia alpicola
- Linyphia hortensis
- Linyphia tenuipalpis
- Linyphia triangularis
- Lophomma punctatum
- Macrargus carpenteri
- Macrargus rufus
- Mansuphantes arciger
- Mansuphantes fragilis
- Mansuphantes mansuetus
- Maro lehtineni
- Maro lepidus
- Maro minutus
- Maro sublestus
- Maso gallicus
- Maso sundevalli
- Mecopisthes peusi
- Mecopisthes silus
- Mecynargus morulus
- Megalepthyphantes collinus
- Megalepthyphantes nebulosus
- Mermessus trilobatus
- Metapanamomops kaestneri
- Metopobactrus prominulus
- Micrargus alpinus
- Micrargus apertus
- Micrargus georgescuae
- Micrargus herbigradus
- Micrargus subaequalis
- Microctenonyx subitaneus
- Microlinyphia impigra
- Microlinyphia pusilla
- Microneta viaria
- Midia midas
- Minicia marginella
- Minyriolus pusillus
- Mioxena blanda
- Moebelia berolinensis
- Moebelia penicillata
- Monocephalus castaneipes
- Monocephalus fuscipes
- Mughiphantes cornutus
- Mughiphantes mughi
- Mughiphantes pulcher
- Mughiphantes rupium
- Mughiphantes variabilis
- Mycula mossakowskii
- Nematogmus sanguinolentus
- Neriene clathrata
- Neriene emphana
- Neriene furtiva
- Neriene hammeni
- Neriene montana
- Neriene peltata
- Neriene radiata
- Notioscopus sarcinatus
- Nusoncus nasutus
- Obscuriphantes obscurus
- Oedothorax agrestis
- Oedothorax apicatus
- Oedothorax fuscus
- Oedothorax gibbosus
- Oedothorax retusus
- Oreoneta montigena
- Oreoneta tatrica
- Oreonetides glacialis
- Oreonetides quadridentatus
- Oreonetides vaginatus
- Oryphantes angulatus
- Ostearius melanopygius
- Palliduphantes antroniensis
- Palliduphantes ericaeus
- Palliduphantes insignis
- Palliduphantes montanus
- Palliduphantes pallidus
- Panamomops affinis
- Panamomops fagei
- Panamomops inconspicuus
- Panamomops mengei
- Panamomops palmgreni
- Panamomops sulcifrons
- Panamomops tauricornis
- Parapelecopsis nemoralioides
- Parapelecopsis nemoralis
- Pelecopsis elongata
- Pelecopsis mengei
- Pelecopsis parallela
- Pelecopsis radicicola
- Peponocranium ludicrum
- Peponocranium orbiculatum
- Peponocranium praeceps
- Piniphantes pinicola
- Pityohyphantes phrygianus
- Pocadicnemis carpatica
- Pocadicnemis juncea
- Pocadicnemis pumila
- Poeciloneta variegata
- Porrhomma cambridgei
- Porrhomma campbelli
- Porrhomma convexum
- Porrhomma egeria
- Porrhomma errans
- Porrhomma microcavense
- Porrhomma microphthalmum
- Porrhomma microps
- Porrhomma montanum
- Porrhomma oblitum
- Porrhomma pallidum
- Porrhomma profundum
- Porrhomma pygmaeum
- Porrhomma rosenhaueri
- Praestigia duffeyi
- Prinerigone vagans
- Pseudocarorita thaleri
- Pseudomaro aenigmaticus
- Saaristoa abnormis
- Saaristoa firma
- Saloca diceros
- Satilatlas britteni
- Sauron rayi
- Savignia frontata
- Scotargus pilosus
- Scotinotylus antennatus
- Semljicola faustus
- Silometopus ambiguus
- Silometopus bonessi
- Silometopus elegans
- Silometopus incurvatus
- Silometopus reussi
- Silometopus rosemariae
- Sintula corniger
- Staveleya pusilla
- Stemonyphantes conspersus
- Stemonyphantes lineatus
- Styloctetor compar
- Styloctetor romanus
- Syedra gracilis
- Syedra myrmicarum
- Tallusia experta
- Tapinocyba affinis
- Tapinocyba biscissa
- Tapinocyba insecta
- Tapinocyba pallens
- Tapinocyba praecox
- Tapinocyboides pygmaeus
- Tapinopa longidens
- Taranucnus setosus
- Tenuiphantes alacris
- Tenuiphantes cristatus
- Tenuiphantes lavipes
- Tenuiphantes jacksonoides
- Tenuiphantes mengei
- Tenuiphantes tenebricola
- Tenuiphantes tenuis
- Tenuiphantes zimmermanni
- Theonina cornix
- Thyreosthenius biovatus
- Thyreosthenius parasiticus
- Tiso aestivus
- Tiso vagans
- Tmeticus affinis
- Trematocephalus cristatus
- Trichoncus affinis
- Trichoncus auritus
- Trichoncus hackmani
- Trichoncus saxicola
- Trichoncus sordidus
- Trichoncyboides simoni
- Trichopterna cito
- Trichopternoides thorelli
- Troglohyphantes fagei
- Troglohyphantes noricus
- Troglohyphantes subalpinus
- Troxochrota scabra
- Troxochrus scabriculus
- Typhochrestus digitatus
- Typhochrestus simoni
- Walckenaeria acuminata
- Walckenaeria alticeps
- Walckenaeria antica
- Walckenaeria atrotibialis
- Walckenaeria capito
- Walckenaeria corniculans
- Walckenaeria cucullata
- Walckenaeria cuspidata
- Walckenaeria dysderoides
- Walckenaeria furcillata
- Walckenaeria incisa
- Walckenaeria kochi
- Walckenaeria mitrata
- Walckenaeria monoceros
- Walckenaeria nodosa
- Walckenaeria nudipalpis
- Walckenaeria obtusa
- Walckenaeria simplex
- Walckenaeria stylifrons
- Walckenaeria unicornis
- Walckenaeria vigilax
- Wiehlea calcarifera
- Wubanoides uralensis lithodytes

### Phonognathidae
Z Niemiec wykazano:
- Leviellus stroemi
- Leviellus thorelli
- Zygiella atrica
- Zygiella montana
- Zygiella x-notata – liścianek sektornik

### Phrurolithidae
Z Niemiec wykazano:
- Phrurolithus festivus
- Phrurolithus minimus
- Phrurolithus nigrinus
- Phrurolithus pullatus

### Podkamieniakowate(Titanoecidae)
Z Niemiec wykazano:
- Nurscia albomaculata
- Pandava laminata
- Titanoeca quadriguttata – podkamieniak czteroplamkowy
- Titanoeca spominima

### Pogońcowate(Lycosidae)
Z Niemiec wykazano:

- Acantholycosa lignaria
- Acantholycosa norvegica sudetica
- Acantholycosa pedestris
- Alopecosa aculeata
- Alopecosa barbipes
- Alopecosa cuneata
- Alopecosa cursor
- Alopecosa fabrilis
- Alopecosa farinosa
- Alopecosa inquilina
- Alopecosa pinetorum
- Alopecosa pulverulenta
- Alopecosa schmidti
- Alopecosa striatipes
- Alopecosa sulzeri
- Alopecosa taeniata
- Alopecosa trabalis
- Arctosa alpigena alpigena
- Arctosa lpigena lamperti
- Arctosa cinerea
- Arctosa figurata
- Arctosa leopardus
- Arctosa lutetiana
- Arctosa aculata
- Arctosa perita
- Arctosa stigmosa
- Aulonia albimana
- Hygrolycosa rubrofasciata
- Pardosa agrestis
- Pardosa agricola
- Pardosa alacris
- Pardosa amentata
- Pardosa baehrorum
- Pardosa bifasciata
- Pardosa blanda
- Pardosa ferruginea
- Pardosa fulvipes
- Pardosa giebeli
- Pardosa hortensis
- Pardosa lugubris
- Pardosa mixta
- Pardosa monticola
- Pardosa morosa
- Pardosa nigra
- Pardosa nigriceps
- Pardosa oreophila
- Pardosa paludicola
- Pardosa palustris
- Pardosa prativaga
- Pardosa pullata
- Pardosa purbeckensis
- Pardosa riparia
- Pardosa saltans
- Pardosa saturatior
- Pardosa schenkeli
- Pardosa sordidata
- Pardosa sphagnicola
- Pardosa tenuipes
- Pardosa torrentum
- Pardosa wagleri
- Pirata piraticus
- Pirata piscatorius
- Pirata tenuitarsis
- Piratula hygrophila
- Piratula insularis
- Piratula knorri
- Piratula latitans
- Piratula uliginosa
- Trochosa robusta
- Trochosa ruricola
- Trochosa pinipalpis
- Trochosa terricola
- Xerolycosa miniata
- Xerolycosa nemoralis

### Poskoczowate(Eresidae)
Z Niemiec wykazano:
- Eresus kollari – poskocz krasny
- Eresus sandaliatus

### Rozsnuwaczowate(Scytodidae)
Z Niemiec wykazano:
- Scytodes thoracica – rozsnuwacz plujący

### Sidliszowate(Amaurobiidae)
Z Niemiec wykazano:
- Amaurobius crassipalpis
- Amaurobius fenestralis
- Amaurobius ferox
- Amaurobius jugorum
- Amaurobius similis
- Callobius claustrarius

### Skakunowate(Salticidae)
Z Niemiec wykazano:

- Aelurillus v-insignitus
- Asianellus festivus
- Attulus atricapillus
- Attulus caricis
- Attulus distinguendus
- Attulus dzieduszyckii
- Attulus floricola
- Attulus inexpectus
- Attulus penicillatus
- Attulus pubescens
- Attulus rupicola
- Attulus saltator
- Attulus terebratus
- Attulus zimmermanni
- Ballus chalybeius
- Ballus rufipes
- Carrhotus xanthogramma
- Chalcoscirtus alpicola
- Chalcoscirtus brevicymbialis
- Chalcoscirtus infimus
- Chalcoscirtus nigritus
- Dendryphantes hastatus
- Dendryphantes rudis
- Euophrys frontalis
- Euophrys herbigrada
- Evarcha arcuata
- Evarcha falcata
- Evarcha laetabunda
- Evarcha michailovi
- Hasarius adansoni
- Heliophanus aeneus
- Heliophanus auratus
- Heliophanus cupreus
- Heliophanus dampfi
- Heliophanus dubius
- Heliophanus flavipes
- Heliophanus kochii
- Heliophanus lineiventris
- Heliophanus atagiatus
- Heliophanus tribulosus
- Icius subinermis
- Leptorchestes berolinensis
- Macaroeris nidicolens
- Marpissa muscosa
- Marpissa nivoyi
- Marpissa pomatia
- Marpissa radiata
- Myrmarachne formicaria
- Neaetha membrosa
- Neon levis
- Neon rayi
- Neon reticulatus
- Neon robustus
- Neon valentulus
- Pellenes brevis
- Pellenes nigrociliatus
- Pellenes tripunctatus
- Philaeus chrysops
- Phlegra fasciata
- Pseudeuophrys erratica
- Pseudeuophrys lanigera
- Pseudeuophrys obsoleta
- Pseudicius encarpatus
- Saitis barbipes
- Salticus cingulatus
- Salticus scenicus
- Salticus zebraneus
- Sibianor aurocinctus
- Sibianor larae
- Sibianor tantulus
- Sittisax saxicola
- Synageles hilarulus
- Synageles venator
- Talavera aequipes
- Talavera aperta
- Talavera nopinata
- Talavera milleri
- Talavera monticola
- Talavera parvistyla
- Talavera petrensis
- Talavera thorelli
- Yllenus arenarius

### Spachaczowate(Sparassidae)
Z Niemiec wykazano:
- Heteropoda venatoria
- Micrommata virescens – spachacz zielonawy

### Ślizgunowate(Philodromidae)
Z Niemiec wykazano:
- Philodromus albidus
- Philodromus aureolus
- Philodromus buchari
- Philodromus buxi
- Philodromus cespitum
- Philodromus collinus
- Philodromus dispar
- Philodromus emarginatus
- Philodromus fuscomarginatus
- Philodromus laricium
- Philodromus margaritatus
- Philodromus poecilus
- Philodromus praedatus
- Philodromus rufus
- Philodromus vagulus
- Rhysodromus fallax
- Rhysodromus histrio
- Thanatus arenarius
- Thanatus atratus
- Thanatus firmetorum
- Thanatus formicinus
- Thanatus pictus
- Thanatus sabulosus
- Thanatus striatus
- Thanatus vulgaris
- Tibellus maritimus
- Tibellus oblongus

### Śpiesznikowate(Oxyopidae)
Z Niemiec wykazano:
- Oxyopes heterophthalmus
- Oxyopes lineatus
- Oxyopes ramosus – śpiesznik rysień

### Tkańcowate(Nesticidae)
Z Niemiec wykazano:
- Kryptonesticus eremita
- Nesticus cellulanus

### Topikowate(Cybaeidae)
Z Niemiec wykazano:
- Cryphoeca lichenum nigerrima
- Cryphoeca silvicola
- Cybaeus angustiarum
- Cybaeus tetricus
- Mastigusa arietina
- Tuberta maerens

### Trachelidae
Z Niemiec wykazano:
- Cetonana laticeps
- Paratrachelas maculatus

### Trawnikowcowate(Miturgidae)
Z Niemiec wykazano:
- Zora armillata
- Zora manicata
- Zora nemoralis
- Zora parallela
- Zora silvestris
- Zora spinimana

### Ukośnikowate(Thomisidae)
Z Niemiec wykazano:

- Bassaniana baudueri
- Bassaniodes robustus
- Coriarachne depressa
- Cozyptila blackwalli
- Diaea dorsata
- Diaea livens
- Ebrechtella tricuspidata
- Heriaeus graminicola
- Heriaeus oblongus
- Misumena vatia
- Ozyptila atomaria
- Ozyptila brevipes
- Ozyptila claveata
- Ozyptila gertschi
- Ozyptila praticola
- Ozyptila pullata
- Ozyptila rauda
- Ozyptila sanctuaria
- Ozyptila scabricula
- Ozyptila simplex
- Ozyptila trux
- Ozyptila westringi
- Pistius truncatus
- Psammitis ninnii
- Psammitis sabulosus
- Runcinia grammica
- Spiracme striatipes
- Synema globosum
- Thomisus onustus
- Tmarus piger
- Xysticus acerbus
- Xysticus alpinus
- Xysticus audax
- Xysticus bifasciatus
- Xysticus cristatus
- Xysticus desidiosus
- Xysticus erraticus
- Xysticus ferrugineus
- Xysticus gallicus
- Xysticus kempeleni
- Xysticus kochi
- Xysticus lanio
- Xysticus lineatus
- Xysticus luctator
- Xysticus luctuosus
- Xysticus macedonicus
- Xysticus ulmi
- Xysticus viduus

### Worczakowate(Gnaphosidae)
Z Niemiec wykazano:

- Berlandina cinerea
- Callilepis nocturna
- Callilepis schuszteri
- Drassodes cupreus
- Drassodes lapidosus
- Drassodes pubescens
- Drassodes villosus
- Drassodex heeri
- Drassodex hypocrita
- Drassodex lesserti
- Drassyllus lutetianus
- Drassyllus praeficus
- Drassyllus pumilus
- Drassyllus pusillus
- Drassyllus villicus
- Echemus angustifrons
- Gnaphosa badia
- Gnaphosa bicolor
- Gnaphosa inconspecta
- Gnaphosa leporina
- Gnaphosa lucifuga
- Gnaphosa lugubris
- Gnaphosa microps
- Gnaphosa montana
- Gnaphosa muscorum
- Gnaphosa nigerrima
- Gnaphosa opaca
- Gnaphosa petrobia
- Gnaphosa rhenana
- Haplodrassus cognatus
- Haplodrassus dalmatensis
- Haplodrassus kulczynskii
- Haplodrassus minor
- Haplodrassus moderatus
- Haplodrassus signifer
- Haplodrassus silvestris
- Haplodrassus soerenseni
- Haplodrassus umbratilis
- Kishidaia conspicua
- Micaria aenea
- Micaria dives
- Micaria formicaria
- Micaria fulgens
- Micaria guttulata
- Micaria lenzi
- Micaria micans
- Micaria nivosa
- Micaria pulicaria
- Micaria silesiaca
- Micaria subopaca
- Phaeocedus braccatus
- Poecilochroa variana
- Scotophaeus blackwalli
- Scotophaeus quadripunctatus
- Scotophaeus scutulatus
- Sosticus loricatus
- Trachyzelotes pedestris
- Urozelotes rusticus
- Zelotes aeneus
- Zelotes apricorum
- Zelotes atrocaeruleus
- Zelotes aurantiacus
- Zelotes clivicola
- Zelotes electus
- Zelotes erebeus
- Zelotes exiguus
- Zelotes gallicus
- Zelotes latreillei
- Zelotes longipes
- Zelotes petrensis
- Zelotes puritanus
- Zelotes similis
- Zelotes subterraneus
- Zelotes talpinus
- Zelotes zellensis

### Zbrojnikowate(Cheiracanthiidae)
Z Niemiec wykazano:
- Cheiracanthium campestre
- Cheiracanthium effossum
- Cheiracanthium elegans
- Cheiracanthium erraticum – kolczak trawny
- Cheiracanthium gratum
- Cheiracanthium mildei
- Cheiracanthium montanum
- Cheiracanthium oncognathum
- Cheiracanthium pennyi
- Cheiracanthium punctorium – kolczak zbrojny
- Cheiracanthium virescens